# Tabaiba (planta)
Tabaiba es el nombre común que se da en Canarias ―España― a varias especies de arbustos del género Euphorbia. Las distintas especies se distinguen, generalmente, añadiendo al nombre un apelativo de alguna característica particular de la especie en cuestión. Al terreno poblado principalmente por tabaibas se le denomina tabaibal.

## Etimología
El término tabaiba es un guanchismo, una palabra de procedencia aborigen canaria que sobrevive en el español de las islas.
En origen era una palabra propia de los majos, los primeros pobladores de las islas orientales de Lanzarote y Fuerteventura. Tras la conquista europea de las islas a comienzos del siglo xv, los nuevos colonizadores extendieron su uso al resto del archipiélago.
En cuanto a la traducción de la palabra, no se conoce su significado original. El historiador austríaco Dominik Josef Wölfel no encontró paralelos en las lenguas bereberes por él estudiadas. Por su parte, el filólogo Ignacio Reyes proporciona, desde una posible forma original tabāba, su relación con los términos abubu y abu del habla rifeña que aluden a varias especies vegetales. El también filólogo Maximiano Trapero considera que la t- inicial se correspondería con el prefijo bereber indicativo del femenino singular, siendo por tanto el verdadero nombre de la planta el de baiba. Como términos posiblemente relacionados en el habla bereber proporciona tibi, tibbi o tebibi, que según él designan una especie de malva.

## Especies

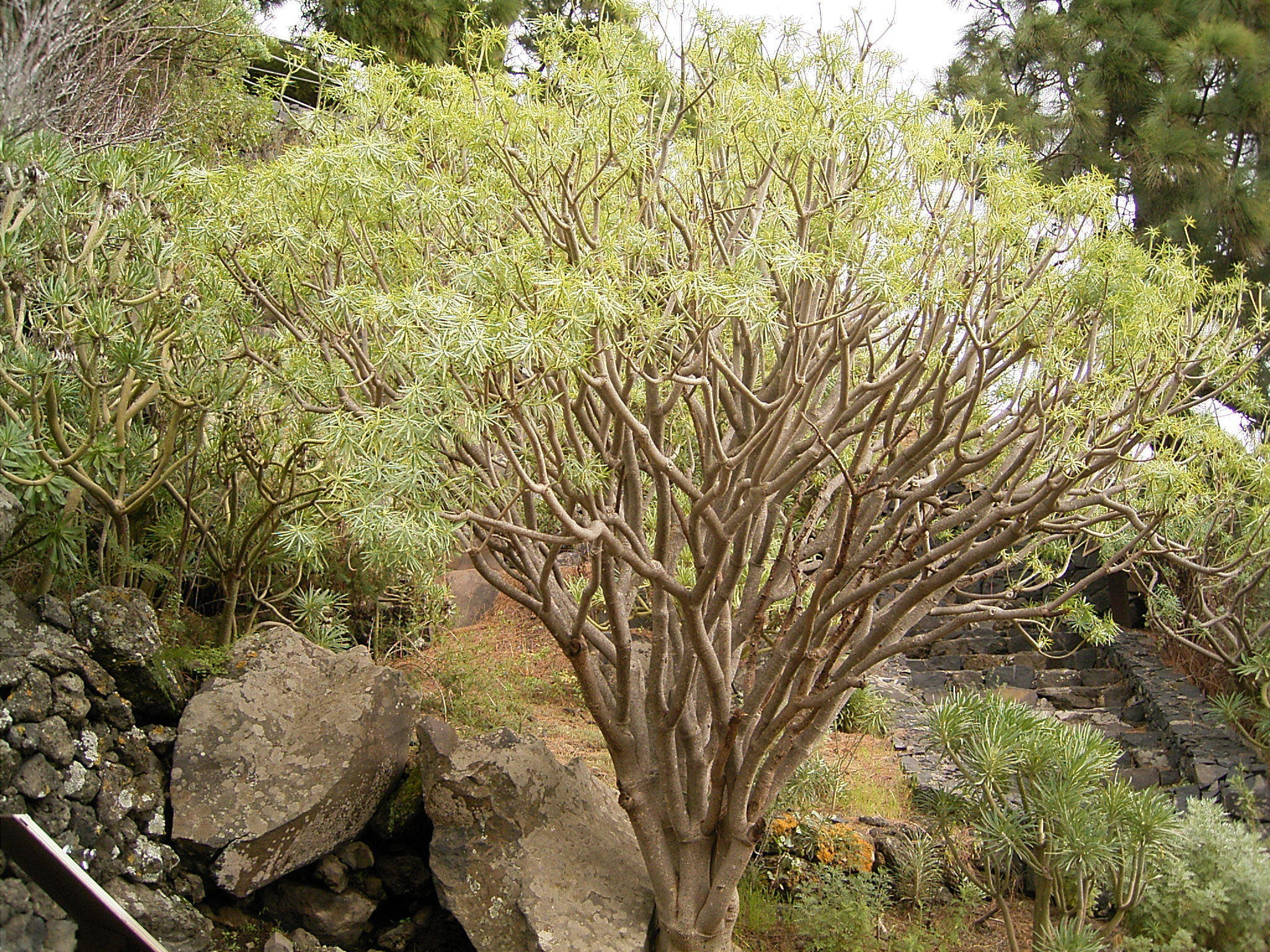
Euphorbia regis-jubae en La Palma

En las islas crecen hasta ocho especies reconocidas de tabaibas, seis de las cuales son endémicas del archipiélago. Se caracterizan por ser en su mayoría arbustos suculentos ramificados que poseen abundante látex en todas sus partes. A este látex, generalmente tóxico, se le denomina en las islas como leche de tabaiba.
Las especies del género que reciben el nombre de tabaiba son:
- Euphorbia atropurpurea o tabaiba majorera/mejorera
- Euphorbia balsamifera o tabaiba dulce
- Euphorbia berthelotii o tabaiba picuda
- Euphorbia bourgeana o tabaiba amarilla
- Euphorbia bravoana o tabaiba de Bravo
- Euphorbia lamarckii o tabaiba amarga
- Euphorbia mellifera o tabaiba de monte
- Euphorbia regis-jubae o tabaiba salvaje